# Cayo Fabián
Cayo Fabián es el nombre de una isla del Mar Caribe o Mar de las Antillas en el llamado Bajo Fabián, un banco de arena y coral de 10 kilómetros cuadrados de extensión, a 5 kilómetros al este de la isla de Gran Roque, que pertenece al país suramericano de Venezuela, y está incluida en las Antillas Menores específicamente al sureste del Archipiélago y parque nacional de Los Roques. Administrativamente hace parte del Territorio Insular Miranda, una subdivisión de la Dependencias Federales de Venezuela. Por su tamaño y aislamiento el lugar es popular entre los turistas que buscan privacidad y la piscina natural que rodea el banco de arena.